# Selección femenina de balonmano playa de Hungría
La Selección femenina de balonmano playa de Hungría es la sección femenina de las mejores jugadoras húngaras de Balonmano playa, que representan a su país en competiciones internacionales.

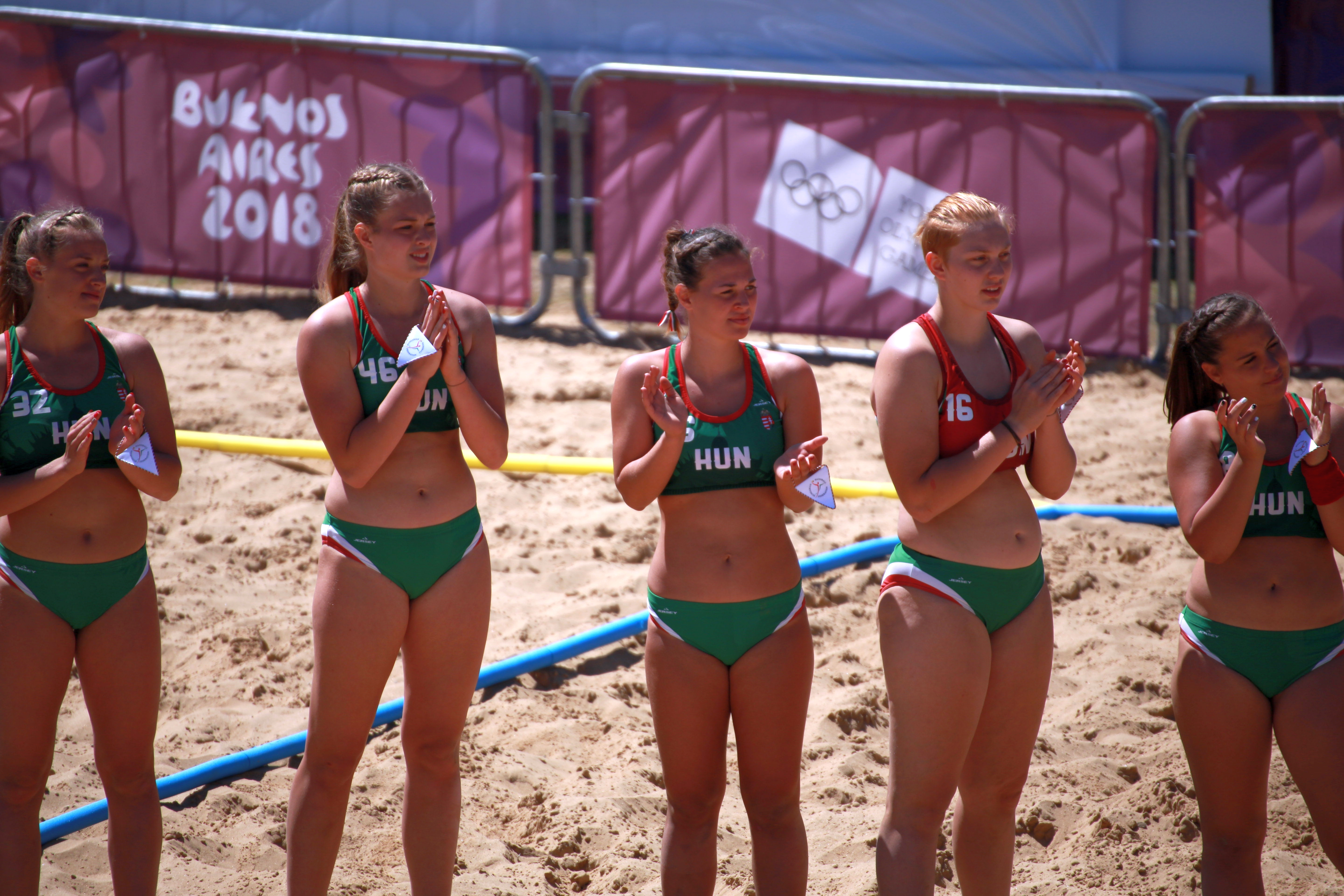
Selección femenina de balonmano playa de Hungría en los Juegos Olímpicos de la Juventud 2018.

## Resultados

### Mundiales
- 2004 - 5.º puesto
- 2006 - 7.º puesto
- 2010 - 7.º puesto
- 2012 - 4.º puesto
- 2014 - 2.º puesto
- 2016 - 4.º puesto

### Europeos
- 2009 - 6.º puesto
- 2011 - 5.º puesto
- 2013 - 1.º puesto
- 2015 - 1.º puesto
- 2017 - 10.º puesto
- 2019 - 2.º puesto

## Equipo
El siguiente equipo representó a Hungría en los Juegos Olímpicos de la Juventud 2018 en Buenos Aires, Argentina:
- Rebeka Benzsay
- Csenge Braun
- Dorottya Gajdos
- Gréta Hadfi
- Réka Király
- Gabriella Landi
- Sára Léránt
- Dalma Mátéfi
- Klaudia Pintér